# Хяме (губерния)

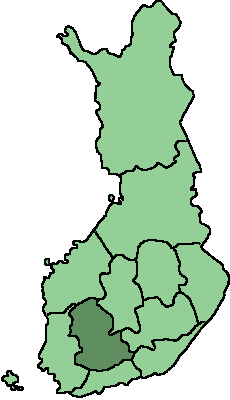
Губерния Хяме на карте Финляндии до 1997 года

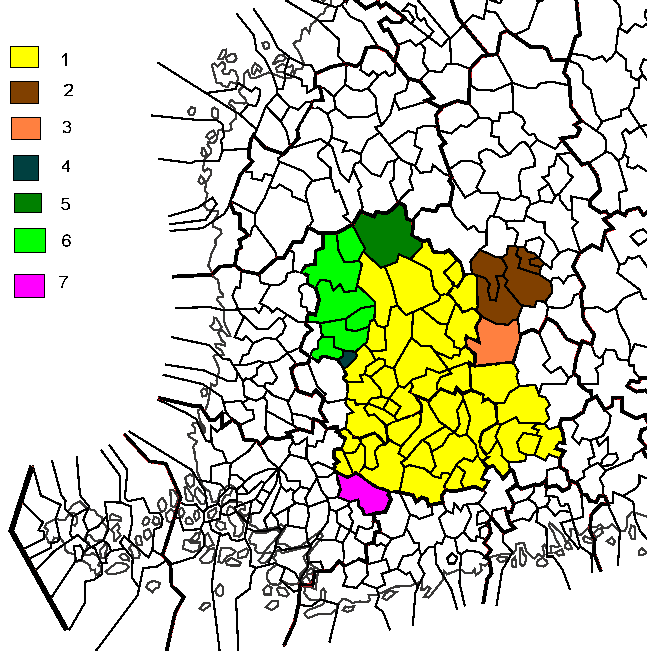
Ляни Хяме в разное время:
1) относилось к ляни Хяме в 1870—1997 годах
2) отошло к губернии Кески-Суоми в 1960 году,
3) отошло к губернии Кески-Суоми в 1973 году,
4) отошло к губернии Турку и Пори в 1973 году,
5) отошло от губернии Вааса в 1969 году,
6) отошло от губернии Турку и Пори в 1993 году,
7) отошло к губернии Турку и Пори в 1990 году

Ляни (губерния) Хяме  (фин. Hämeen lääni), до 1917 года — Тавастгусская губерния (швед. Tavastehus län), — административно-территориальная единица, существовавшая в 1831—1997 годах и входившая в состав Великого княжества Финляндского Российской империи и независимой Финляндии. Частично совпадала по территории с исторической областью Хяме (Тавастией).

## История
Русское название «Тавастгус(т)ская губерния» произошло от шведского названия губернии. Это связано с тем, что до того, как стать частью Российской империи, Финляндия была в составе Шведского королевства и в официальных документах использовались шведские названия.
После обретения Финляндией независимости, финские название были приняты в качестве официальных, вместо ранее использовавшихся шведских. Тавастгусская губерния стала ляани (губернией) Хяме, а Тавастгус стал Хяменлинной.
В течение XX века границы неоднократно менялись.
В 1997 году южная часть губернии (современные Канта-Хяме, Пяйят-Хяме) была присоединена к губерниям Уусимаа и Кюми, образовав современную губернию Южная Финляндия. Северная часть (современная Пирканмаа) была присоединена к губерниям Вааса, Центральная Финляндия (Кески-Суоми), Турку и Пори в современную губернию Западная Финляндия.
Таким образом губерния Хяме соотносится с современными провинциями Канта-Хяме, Пяйят-Хяме и Пирканмаа.

## Площадь
Площадь губернии составляла 21 584 км² (20 184 кв. вёрст), из которых суша занимала 17 959 озёра — 3625 км². В её состав входили: юго-западная часть исторической области (прежде графства) Тавастланд, восточная часть исторической области Сатакунта и небольшая северо-западная часть исторической области Нюланд.

## География
Тавастгусская губерния занимала часть юго-западной Финляндии и граничила на севере — с Вазаской губернией, на западе и отчасти на юго-западе — с Або-Бьернеборгской, на юге — с Нюландской, на востоке — с Санкт-Михельской. По площади была предпоследней из губерний Великого княжества Финляндского, составляя лишь 5,8 % его территории (самой небольшой была Нюландская губерния).
Северная часть Тавастгусской губернии и восточная (где проходит вдоль западного берега озера Пяйянне гряда Хэмеенселькя (фин. Hãmeenselkã)) гористая со сравнительно высокими — более 200 м (656 футов) над уровнем моря — и крутыми возвышенностями. По западной части Тавастгусской губернии проходит гряда Сатакуннанселькя, наиболее известные возвышенности которой — Пююникки (фин. Pyynikki) около Тампере и знаменитый своими красивыми видами оз Кангасала. Южная часть губернии более ровная и хорошо возделанная.

## Гидрография
Губерния богата озёрами, которые занимают более 16,8 % всей её поверхности (в этом отношении она уступает лишь Санкт-Михельской); из них особенно значительные на востоке: Пяйянне с системой озёр к западу от него, на западе Руовеси, Неси-иерви и Пюхэ-иерви с системой озёр, изливающих свои воды в последнее. Как и во всех частях Финляндии, богатых озёрами, они играют здесь важную роль в качестве путей сообщения. Количество болот и торфяников сравнительно с другими губерниями Финляндии довольно умеренное. В 1869 году они составляли 10 ½ % поверхности (меньше болот было лишь в Нюландской губернии), а с тех пор занятое ими пространство сильно уменьшилось.

## Геология
Что касается геологического строения Тавастгусской губернии, то южные части её заняты гнейсами. К югу и юго-западу от Ванаявеси, а также вокруг озёр Лянгельмявеси и Нясиярви и к западу от них лежат слюдяные сланцы. У Таммерфорса, у Пюхяярви и в других пунктах находим гранитопорфиры. Весьма развиты образования ледникового периода (озы).

## Климат
Климат может считаться для Финляндии довольно умеренным. По Игнациусу, средняя годовая температура в Тампере за 6 лет была +3,86°, наибольшая годовая +4,91, наименьшая +2,16.
Лесов много, в диком состоянии растет клён. По Игнациусу, все пространство, занятое лесом, составляет 1 102 843 гектара (1 009 200 десятин), из которых казённых 65 703.

## Население
Жители — преимущественно финны тавастландской ветви (емь). Число их к 1898 году было 285 281 (141 118 мужчин, 144 163 женщины); из них финны составляют, по данным 1890 года, 98,6 %, шведы 1,4 %. В городах жителей было 34 161, в сельских общинах 251 120. На 1 км² приходится 15,9 жителей. Эмиграция в Америку из Тавастгусской губубернии наименьшая; в 1898 году лиц, взявших паспорта для этого, было лишь 9 (из 3467 для всей Финляндии).
К 1905 году в губернии было 317 326 жителей, из них в 2 городах 45 806: в Тавастгусе — 5545, в Таммерфорсе — 40 261 жителей. Таммерфорс, после Гельсингфорса (112 тыс.) и Або (43 тыс.) — третий по населенности город в Финляндии. Говорящих по-фински в губернии 296 499, по-шведски — 4536, на других языках — 237.
К 1974 году население составляло 656 тыс. человек, около 2/3 городского.

## Экономика
Лаяани считался индустриально-аграрным. Были развиты целлюлозно-бумажная, деревообрабатывающая (предприятия в городах Мянття, Нокиа, Валкеакоски, Лахти), текстильная (центры в Тампере и Форсса) промышленность, металлообработка и машиностроение (центры в Тампере и Лахти). Возделывали зерновые и кормовые культуры. Были развиты молочное животноводство, лесной и рыбный промыслы.

### Сельское хозяйство
Возделанная земля составляет 5,67 %. В 1896 году из 2 158 400 гектаров (1 970 936 десятин) возделанной земли казне принадлежало 164 270, дворянам 43 997, духовенству 14 096, остальным владельцам 1 936 037. Хозяйств, имеющих более 100 гектаров возделанной земли, в 1896 году было 595, от 25 до 100 гектаров — 1995, от 5 до 25 гектаров — 4207, менее 5 гектаров — 418; всего 7215. Число торпарей (мелких фермеров) 8784. В значительных количествах сеются рожь (4-е место в Финляндии), ячмень (7-е), овёс (4-е), картофель (5-е); довольно много сеется льна — почти 2/5 всего количества, высеваемого в Финляндии. В 1897 г. посеяно гектолитров пшеницы 761, ржи 80 949, ячменя 24 923, овса 157 972, смешанного посева 2355, гречихи 9, гороха и бобов 5897, картофеля 114 490; собрано гектолитров пшеницы 5577, ржи 636 060, ячменя 152 889, овса 969 648, смешанного посева 15 082, гречихи 51, гороха и бобов 33 958, картофеля 79 6204, репы и других корнеплодных 72 156, килограммов льна 612 621, конопли 50 502. В 1897 г. лошадей было 36 694, жеребят 4 913, быков 10 629, коров 119 705, телят 34 452, овец 110 261, свиней 23 494, коз 2 033, кур 67 840, других птиц 333.

### Промышленность
Лесопильных заводов в 1896 году было 70, в том числе паровых 51 и приводимых в движение водой 19, с 1488 рабочими (1358 мужчины, 123 женщины и 7 детей моложе 15 лет) и производством на 5 287 365 финских марок (5-е место в числе губерний Финляндии). Рыболовством занимаются на всех озёрах. Железной руды не добывается вовсе; производство железоделательных заводов в 1897 году равнялось 1486 тыс. кг По размерам фабричной и заводской деятельности (именно по числу рабочих и ценности производства) Тавастгусская губерния занимает в Финляндии второе место (после Нюландской губернии); фабрик и заводов в 1896 году было 908, с 13 976 рабочими и производством в 43 097 733 финских марок; почти половина этой суммы падает на ткацкие фабрики. Литейных, металлических и тому подобных заведений было 149, с 896 рабочими и производством в 2 127 111 финских марок, заведений по обработке камня 36, с 1050 рабочими и производства на 1 035 064 финские марки, химических заводов 24, с 346 рабочими и производства на 288 943 финские марки, кожевенных — 91 (327 рабочих, 1 453 482 финские марки), ткацких 17 (5986 рабочих, 20 539 485 финских марок), писчебумажных 28 (1852 рабочих, 7 459 508 финских марок), деревянных, костяных, каучуковых и т. п. изделий 114 (2001 рабочий, 6 225 829 финских марок), строительных 29 (174 рабочих, 216 330 финских марок), пивоваренных и портерных заводов 12 (153 рабочих, 709 792 финских марки), водочных 3 (49 рабочих, 363 341 финская марка), спиртовых 3 (10 рабочих, 78 075 финских марок, не считая стоимость спирта), табачных 3 (60 рабочих, 108 110 финских марок), пищевых продуктов и т. п. 250 (498 рабочих, 1 414 840 финских марок), платья 137 (472 рабочих, 836 498 финских марок), графических 12 (102 рабочих, 241 325 финских марок).

## Торговля
Торговля довольно значительна; она сосредоточивается в городах Тавастгусе и Таммерфорсе, имеющих свои таможни. Ввоз в Тавастгус особенно развился после соединения железной дорогой с империей, вывоз же довольно незначителен; ввоз в Таммерфорс состоит главным образом из сырых продуктов, вывоз — из изделий его фабрик. Железные дороги пересекают южную и западную части Тавастгусской губернии. Паровых судов в 1898 г. было 48, в 1035 регистровых тонн.

## Образование
В 1897—1898 годах высших народных школ (швед. Högre folkskolor) в сельских общинах было 183 (21 мужская, 21 женская, 141 смешанная), из них 1 шведская, 180 финских и 2 смешанных. Число учеников в них 8731 (4521 мальчик и 4210 девочек); кроме того, в школах малолетних было 4129 учеников. Не было ни одной общины без постоянной школы. Кроме того, в губернии были школы приготовления молочных продуктов (швед. mejeriskolor) и школы скотоводства. В деревне Мустиала находится сельскохозяйственный институт, в деревне Эво (фин. Evo, швед. Evois) — лесной институт. Кроме того, в народных, вечерних и тому подобных школах городских было 3527 учеников (1724 мужчины и 1803 женщины), в высших и низших ремесленных и промышленных школах — 264 и 216 учеников. Средних учебных заведений в городах и местности Лахти было всего 14, с 1307 учениками.

## Здравоохранение
Больниц разного рода в губернии было 19. Пользовавшихся поддержкой общин в 1898 году было 6914 человек (2,38 % населения); израсходовано на них 341 569 финских марок, или по 1,18 марки на каждого жителя. Доходы сельских общин в 1898 году равнялись 670 327 марок, расходы 655 611 марок (кроме помощи бедным).
На конец XIX века в губернии было два города (Хямеэнлинна и Тампере), одно местечко (Лахти) и 1263 деревни. Она делилась на 6 уездов:
- Хаухо (фин. Hauho),
- Пирккала (фин. Pirkkala),
- Руовеси (фин. Ruovesi),
- Таммела (фин. Tammela),
- Холлола (фин. Hollola),
- Ямся (фин. Jämsä).

## Губернаторы
В период нахождения губернии в составе Российской империи губернаторами были:
- 02.04.1810-30.01.1815 — Густав Фредрик Штернваль (Gustaf Fredrik Stjernvall)
- 18.02.1816-28.11.1828 — Густав Хьярне (Gustaf Hjarne)
- 28.11.1828-19.05.1831 — Карл Клик (Carl Klick)
- 19.05.1831-12.03.1841 — Иоган Фредрик Штихаэус (Johan Fredrik Stichaeus)
- 26.04.1841- 2.01.1863 — Карл Отто Ребиндер (Carl Otto Rehbinder)
- 10.01.1863-15.08.1865 — Самуэль Вернер фон Троил (Samuel Werner von Troil)
- 17.09.1865-15.11.1869 — Карл Герман Моландер (Carl Herman Molander)
- 25.01.1870-17.12.1875 — Яльмар Андреевич Норденстренг (Hjalmar Sebastian Nordenstreng)[4]
- 17.12.1875-16.10.1887 — Эдуард Васильевич Аммондт (Edvard Reinhold von Ammondt)
- 19.11.1887-18.12.1895 — Торстен Костиандер (Torsten Costiander)
- 18.12.1895-29.10.1899 — Эдвард фон Боэм (Edvard von Boehm)
- 28.12.1899- 3.05.1901 — Густав-Аксель Фердинандович Котен (Gustaf Axel von Kothen)
- 03.05.1901-18.01.1904 — Исидор Дмитриевич Сверчков (Isidor Svertschkoff)
- 18.01.1904-21.03.1904 — Александр Папков (Alexander Papkoff)
- 21.03.1904-26.07.1904 — Виктор Семёнов (Viktor Semenoff)
- 26.07.1904-04.12.1905 — Александр Папков (Alexander Papkoff)
- 04.12.1905-05.11.1910 — Ивар Суне Горди (Ivar Sune Gordie)[5]
- 05.11.1910-25.10.1911 — Артур Брофельдт (Arthur Brofeldt) и. о. губернатора
- 25.10.1911-24.03.1917 — Рафаэль Кнут Харальд Спаре (Rafael Knut Harald Spare)